# Pegswood (estação ferroviária)
Pegswood é uma estação ferroviária na East Coast Main Line, que serve a vila de Pegswood, Northumberland, Inglaterra. É propriedade da Network Rail e gerida pela Northern Trains.

## História
A estação foi inaugurada pela North Eastern Railway em 1 de janeiro de 1903, para servir a vila próxima e a mina de carvão. A linha férrea que passa pela estação havia sido inaugurada mais de cinquenta anos antes, tendo sido construída pela Newcastle and Berwick Railway durante a década de 1840.
A estação foi duas vezes ameaçada de fechamento após a nacionalização. A primeira tentativa foi feita em 1958, com uma segunda em 1966, durante o Beeching Axe. A estação foi suspensa ambas as vezes. Até 1968, era servida por trens que circulavam entre Newcastle e Alnmouth.
Vários serviços (em média 3-4 por trecho, ao dia) funcionavam de/para Berwick-upon-Tweed e Edinburgh Waverley até à década de 1980. Após a eletrificação da East Coast Main Line, eles foram restringidos para Berwick. Os serviços foram cortados (e reduzidos em frequência até o nível residual atual) pela extinta British Rail em maio de 1991, devido à falta de material rodante.
O grupo de usuários ferroviários locais The South East Northumberland Rail User Group (SENRUG) tem feito campanha, desde setembro de 2016, para melhorar os serviços locais aqui e na vizinha Widdrington, a fim de atender a plano de £50 milhões para o desenvolvimento de um parque de esportes e lazer, a ser construído em um antigo local de mineração a céu aberto próximo à vila de Widdrington.

## Facilidades
A estação possui duas plataformas com equipamentos básicos. Um abrigo de espera está localizado na plataforma com destino a Newcastle. Há acesso sem degraus a ambas as plataformas, que são ligadas por uma ponte rodoviária.
Pegswood não faz parte da rede de tarifas padrão da Northern Trains, já que uma máquina de bilhetes ainda não foi instalada na estação.

## Serviços
A partir de janeiro de 2021 a estação passou a ser servida por um trem por dia (exceto aos domingos) para Alnmouth e Chathill, e dois trens por dia para Morpeth e Newcastle. Todos os serviços são operados pela Northern Trains.
Material rodante usado:Class 156 Super Sprinter e Class 158 Express Sprinter